# Skip James
Nehemiah Curtis "Skip" James, född 21 juni 1902 i Bentonia, Mississippi, död 3 oktober 1969 i Philadelphia, Pennsylvania, var en amerikansk bluessångare som spelade gitarr och piano.
Skip James första skiva spelades in på skivbolaget Paramount och släpptes år 1931. Försäljningen gick dåligt eftersom USA vid denna tid genomgick en ekonomisk depression. De kommande trettio åren spelar han inte in någonting. År 1960 återupptäcks han av tre bluesentusiaster, John Fahey, Bill Barth, och Henry Vestine på ett sjukhus i Tunica, Mississippi. Han medverkar på Newport Folk Festival år 1964 och från det året fram tills sin död 1969 spelar han åter in skivor.
Intresset för Skip James pånyttföddes något efter att hans låt "Devil Got My Woman" spelat en viktig roll i filmen Ghost World från 2001.